# Consolat de Comerç (Buenos Aires)
El Consolat de Comerç de Buenos Aires era una de les principals institucions oficials del Virregnat del Río de la Plata, junt amb el Virrei, el Cabildo, i les de l'ordre religiós

## Origen i funcions
El consolat de comerç de Buenos Aires fou creat el 1794 a petició dels comerciants locals. Es tractava d'un cos col·legiat que funcionava com un tribunal comercial (anomenat tribunal de justicia) i com a societat de foment econòmic (anomenat Junta de Govern). El consolat depenia directament de la Corona Espanyola i es regia directament per les normes que dictava la Casa de contractació d'Indies, ubicada a Cadis, de la qual el Consolat n'era imatge.
Era, en gran manera, un gremi de comerciants amb facultats delegades pel rei en matèria comercial. Podia dirimir plets i demandes presentades per comerciants i es finançava mitjançant el cobrament de l'import de la avaria. Amb el pas dels anys va anar augmentant el poder de control sobre la duana.
Es requeria anualment que el Secretari del Consolat proposès, mitjançant la lectura d'una Memòria Consular, els medis per fomentar l'agricultura, animar a la indústria, i protegir el comerç de la regió. Manuel Belgrano va ser el Secretari del Consolat des de la seva fundació, i es va fixar com a meta poder transformar una regió pobre i verge en rica i pròspera.
| « | ..no puc expressar la meva sorpresa quan vaig conèixer als homes anomenats pel Rei de la Junta (de govern) que havia de tractar d'agricultura, indústria i comerç, i propiciar a la felicitat de les Províncies que formaven el virregnat de Buenos Aires; Tots eren comerciants espanyols, exceptuant algun, que res sabiem més que el seu comerç monopolista; Comprar per quatre per vendre a vuit amb total seguretat; Per a comprovar els seus coneixements i els de les seves idees liberals a favor del país, amb el seu esperit de monopoli per a no perdre el camí que tenien d'enriquir-se referiré un fet amb el que m'eximiré de tota prova. | » |

| « | El meu ànim es va abatre, i vaig conèixer que res es faria a favor de les Províncies per uns homes els quals posposaven els seus interessos particulars al bé comú. | » |

No obstant, enlloc d'assumir una posició de franca oposició que hagués aconseguit que únicament el fessin callar, va adoptar un to educatiu que va incloure freqüents alabances cap al rei i les autoritats. Les crítiques eren sempre, per tant, el contrast entre la situació que ell denunciava (sense acusar aparentment a ningú) i el que havia de ser: Les autoritats, que havien de vetllar pel benestar general, eren, per tant, culpables per omissió i inacció.